# Lagoa do Parnamirim
Lagoa de Parnamirim é uma lagoa localizada no município de Caucaia, no estado do Ceará. Está localizada próximo à Praia de Tabuba, cercada por dunas.

## Atrativos
O principal atrativo da Lagoa de Parnamirim é o esquibunda, muito comum em todo o Ceará. Trata-se de uma prancha de madeira, similar a prancha de esqui – por esse motivo o nome – onde as pessoas escorregam sobre as dunas, sentadas nelas.
Também é possível praticar Kitesurf nas águas da lagoa. O esporte é muito comum em toda a região de Tabuba e Cumbuco, cujas águas são bastante favoráveis para a prática do esporte.